# Pfaffenberg (Spessart)
Der Pfaffenberg ist ein 432 Meter hoher Berg im bayerischen Spessart in den Landkreisen Aschaffenburg und Miltenberg.

## Geographie
Der Pfaffenberg liegt auf den Gemarkungen der Gemeinden Bessenbach und Sulzbach am Main. Direkt über den Gipfel verläuft die Landkreisgrenze. Im Nordosten befindet sich der Ort Oberbessenbach im Tal des Bessenbaches und im Südwesten liegt das Dorf Soden im Tal des Sodener Baches. Nordwestlich befinden sich Gailbach und Dörrmorsbach. Die Gemarkung der Stadt Aschaffenburg reicht bis fast auf den Gipfel. Etwa 2,0 km südöstlich liegt in einem gemeindefreien Gebiet der Berg Hohe Wart, auf dem sich ein beliebtes Ausflugsziel, das Gasthaus Hohe Wart befindet.

## Sender Pfaffenberg
Auf dem Pfaffenberg steht seit 1953 der Sender Pfaffenberg des Bayerischen Rundfunks. Es handelt sich um einen 181 Meter hohen abgespannten Stahlrohrmast. 2008 wurde ein zweiter, etwas niedrigerer Mast für den DVB-T-Empfang aufgestellt. Am 16. April 2009 wurde der alte Rohrmast gesprengt. Der nun allein stehende neue Betonturm ist ab Bodenoberkante insgesamt 176,05 m hoch.